# 西利伯蒂 (肯塔基州)
西利伯蒂（英語：West Liberty），是美国肯塔基州的一座城市。建立于1816年，面积约为11.4平方公里（4.4平方英里）。根据2010年美国人口普查，该市的人口为3,435人。